# Ocotea insignis
Ocotea insignis är en lagerväxtart som beskrevs av Carl Christian Mez. Ocotea insignis ingår i släktet Ocotea och familjen lagerväxter. Inga underarter finns listade i Catalogue of Life.